# Викрантаварман I
Викрантаварман I (личное имя — Пракашадхарман ) — царь Тямпы (Чампы), правивший примерно в середине — конце VII века на территории Центрального Вьетнама. Судя по многочисленным сохранившимся надписям из Мишона, созданным по указанию Викрантавармана I, в состав его государства входила, как минимум, долина реки Тхубон (современная вьетнамская провинция Куангнам).
В мишонских надписях Викрантаварман I величается титулами «верховный владыка города Шри Чампа, великий царь». Ранее отождествлялся с известным из средневековых китайских источников царём Линьи Чжугэди.

## Эпиграфические данные
Тямский царь Викрантаварман I (Пракашадхарман) упоминается надписях из Мишона (современная вьетнамская провинция Куангнам), получивших номера C.73, C.79, C.87, C.96, C.135, C.136, C.137, С.173 и C.99, а также в найденной в Лайкаме (современная провинция Кханьхоа) надписи C.127. Мишонская надпись C.73 датирует правление царя Пракашадхармана VI веком эры шака, что большей частью соответствует VII веку н. э..

## Происхождение
Пракашадхарман происходил из династии Гангараджи, которая в варновом отношении являлась смешанной — брахмано-кшатрийской. Мишонская надпись C.73 величает предка Пракашадхармана, царя Рудравармана I, «украшением семьи брахманов и кшатриев», а надпись C.96 называет другого члена династии, царя Бхадрешваравармана, «прославившим двойной род брахманов и кшатриев».

## Правление
Мишонская надпись C.96, датированная 658 годом, перечисляет победы и достижения царя Викрантавармана, унаследовавшего трон от «почтенных людей». В заслуги Викрантаварману ставится защита царства и расширение его границ, победы над врагами. Кроме того, царь славился благочестивыми поступками, покровительствовал брахманам и стремился вырваться из круга сансары («ради скорейшего уничтожения семян одинаковости существования»), для чего в 579 (или по завершении 579) году эры шака воздвиг статую «единственному владыке мира» Шри Прабхасешваре. В той же надписи C.96 перечисляется имущество (коштхагара) и земли (вишая), которые «прекрасный Шри Пракашадхарман, владыка Шри Чампы,» пожаловал храму Прабхасешвары для богов Ишанешвары, Шри Шамбхубхадрешвары и Шри Прабхасешвары «для вечного поклонения».

## Титулы и эпитеты
Согласно мишонской надписи C.96, при помазании на царствование принц Шри Пракашадхарман принял «победное имя Шри Викрантаварман». В этой же надписи Викрантаварман величается титулами «верховный владыка города Шри Чампа» и «великий царь», а также называется избранником Лакшми, «Луной полного круга с чистыми лучами, встающей на востоке, молочным океаном, чьих границ трудно достичь», «главой всевозрастающего великого рода царей» и «избранным творением Брахмы, даровавшего ему всю полноту царских качеств».